# Valentin von Loienfels
Valentin von Loienfels (8 mars 1628, Stralsund - 25 mars 1670, Stade), est un juriste allemand au service de la Suède.

## Biographie
Il suivit ses études à l'Université de Rostock, puis à celles de Groningue et de Leyde.
Jacob De La Gardie, le nomma précepteur de ses enfants, avec qui il étudia à l'Université d'Uppsala.
Il voyagea ensuite en Italie et en France. À son retour, le roi Charles X Gustave de Suède le nomma référendaire (de) de la Cour de justice de Greifswald.
En 1657, le roi de Suède le nomme, durant la Première guerre du Nord, Général auditeur (de) de son armée.
Il est nommé aux Titres de la Justice et du Consistoire assesseur des Cours de justice de Stade.
Admis dans la noblesse suédoise, il obtient l'autorisation de faire modifier son nom en von Loienfels.